# Mandø Kirke
Mandø Kirke på vadehavsøen Mandø vest for Ribe fra 1639 (restaureret 1727), er en langhusbygning af munkesten, med et vest for liggende våbenhus fra 1792. Kirken og kirkegården ligger på et værft, for at at sikre den under højvande. Mandø Sogn er et af de mindste i landet. Kirkehandlingerne varetages af præsten i Vester Vedsted.
1340 blev den daværende Mandø Kirke optegnet i en oversigt over kirker i Ribe Stift. I 1558 hærgede en voldsom stormflod, og kirken på Gammel Mandø forsvandt fuldstændig ved stormfloden, ikke engang soklen stod tilbage, og i stedet opførtes en ny på Ny Mandø i 1570. Den 11. oktober 1634 blev store dele af øen oversvømmet, men ingen mistede livet, kun kirken blev igen ødelagt, og i 1639 blev den istandsat. Den nuværende kirke er bygget 1727 og restaureret 1959 og kan rumme ca. 150 personer.
Den tårnløse lille kirkes våbenhus fra 1792 har to hoveddøre som bruges alt efter hvilken vindretning der er. Vest for kirken står klokkestabelen, der er fra 1939. Klokkens alder er ukendt. Efter indskriften er den støbt i Hamborg. På kirkegården rejstes der 1950 en mindesten for de sømænd, der omkom i det fremmede. Muren omkring kirken er bygget 1973.
Det lave udelte kirkerum, har kalkede vægge og et fladt træloft. I kirkens loft ses svedehullerne, der optog den em, som opstod i gamle dage, når mennesker skulle være i den ofte ikke opvarmede kirke. Sydmuren har fire oprindelige vinduer samt et oprindeligt i nord. Ved restaureringen i 1727 kom der yderligere to vinduer til.
Alterbilledet er en kopi fra 1898 af Joakim Skovgaards maleri Jesus med røveren i Paradis. Originalen fra 1890 hang kun få år i kirken, men da den blev udsat for fugt, befinder den sig nu på Den Hirschsprungske Samling i København.
Alterkalk og alterdisken fra 1686 er af sølv (alterdisken er et fad til at lægge nadverbrødet på) og stagerne fra 1739. Messingfadet fremstiller spejderne i Kana. Nadverbilledet i nærheden af prædikestolen, stammer fra Ribe Kloster.
Prædikestolen fra 1650, kom fra Ribe Hospital i 1826 og viser Bebudelsen, Kristi fødsel og Korsfæstelsen.
Den romanske døbefont fra 1200-tallet af granit, placeret ved skibets nordøst hjørne. stammer sandsynligvis fra den gamle kirke på Gl. Mandø. Den er dekoreret med 14 bueslag på siderne. Dåbsfadet er fra omkring 1738.
De tre gamle træfigurer på bagvæggen stammer formodentlig fra den tidligere kirke på på Gl. Mandø, da det er konstateret, at de har ligget i saltvand.
De 10.000 år gamle rensdyrtakker, som hænger på den ene sidevæg er fundet vest for Koresand, vidner om en tid med et andet klima, hvor det nuværende Vesterhav var fastland.
De fire kirkeskibe minder om, at mange af øens beboere tidligere var søfolk. Orlogsskibet Tre Kroner er fra før 1768, de tre andre er fra 1800-tallet, 1939 og 1947. Kirkens orgel er fra 1976.
- Mandø Kirke
- Altertavlen er en kopi af Joakim Skovgaards maleri "Jesus med røveren i Paradis"
- Prædikestolen fra Ribe Kloster
- Døbefonten
- De tre gamle træfigurer på bagvæggen stammer formodentlig fra den tidligere kirke på Gl. Mandø
- Træfigur
- Træfigur
- Klokkestabelen fra 1939

## Begravelsesskikke på Mandø
På kirkens loft står altid en kiste klar, i tilfælde af at ebbevejen er oversvømmet i længere tid end normalt.
Mandø har en gammel skik som også praktiseres i nutiden. Når der sker et dødsfald går et medlem af den afdødes familie "bydemanden" til naboer og venner og beder folk komme til begravelsen. Herefter henter familien selv kisten på kirkeloftet og lægger den døde i. Graven graves ved hjælp af familie og naboer i fællesskab, hvorfor man får et usædvanligt bredt hul. Også begravelsen er anderledes end ellers. Efter talen i kirken går familien ud og sætter kisten i jorden. Præsten foretager jordpåkastelsen og velsignelsen, hvorefter familien forstætter med at synge 2-3 salmer i kirken, indtil naboer har dækket og pyntet graven. Derefter går man atter ud til graven og slutter med at synge salmen. ”Krist stod op af døde”.

## Eksterne kilder
- Mandø Kirke hos KortTilKirken.dk
- Mandø Kirke i bogværket Danmarks Kirker (udg. af Nationalmuseet)

- Wikimedia Commons har flere filer relateret til Mandø Kirke